# Lista de representantes permanentes da Austrália nas Nações Unidas
Esta é uma lista de representantes permanentes da Austrália, ou outros chefes de missão, junto da Organização das Nações Unidas em Nova Iorque.
A Austrália foi um dos Estados fundadores das Nações Unidas e é membro desde 1 de novembro de 1945.
| Início | Término | Representante permanente (Chefe de missão) | Cargo                        | Credenciais |
| ------ | ------- | ------------------------------------------ | ---------------------------- | ----------- |
| 1945   | 1946    | Norman Makin                               | Chefe da delegação           |             |
| 1946   | 1947    | Paul Hasluck                               | Representante permanente     |             |
| 1947   | 1950    | John Hood                                  | Representante permanente     |             |
| 1950   | 1951    | Mick Shann                                 | Encarregado de negócios a.i. | -           |
| 1951   | 1956    | Bill Forsyth                               | Representante permanente     |             |
| 1956   | 1959    | Edward Ronald Walker                       | Representante permanente     |             |
| 1959   | 1963    | James Plimsoll                             | Representante permanente     |             |
| 1964   | 1965    | David Hay                                  | Representante permanente     |             |
| 1965   | 1970    | Patrick Shaw                               | Representante permanente     |             |
| 1970   | 1975    | Laurence McIntyre                          | Representante permanente     |             |
| 1975   | 1978    | Ralph Harry                                | Representante permanente     |             |
| 1978   | 1982    | Harold David Anderson                      | Representante permanente     |             |
| 1982   | 1988    | Richard Woolcott                           | Representante permanente     |             |
| 1988   | 1989    | Michael J. Costello                        | Encarregado de negócios a.i. | -           |
| 1989   | 1992    | Peter Wilenski                             | Representante permanente     |             |
| 1992   | 1996    | Richard Butler                             | Representante permanente     |             |
| 1997   | 2001    | Penelope Wensley                           | Representante permanente     | 1997-09-11  |
| 2001   | 2006    | John Dauth                                 | Representante permanente     | 2001-09-12  |
| 2006   | 2006    | Caroline Millar                            | Encarregada de negócios a.i. | -           |
| 2006   | 2009    | Robert M. Hill                             | Representante permanente     | 2006-05-01  |
| 2009   | 2015    | Gary Quinlan                               | Representante permanente     | 2009-06-25  |
| 2015   | atual   | Gillian Bird                               | Representante permanente     | 2015-02-17  |